# Принцис, Янис
Янис Принцис Старший (латыш. Jānis Princis vecākais; 16 ноября 1796 года, Микельторнис — 4 января 1868 года, Виндава, Российская империя) — ливский языковед, переводчик, писатель, дьяк, журналист и общественный деятель.

## Биография
В 1845 году, в Елгаве, опубликовал второй латышский сборник стихов «Jūrnieku svētās dziesmas un lūgšanas». В 1863 году перевел и издал на ливском языке Евангелие от Матфея (одна из первых трех книг, изданных на ливском языке). Янис Принцис создал первый латышско-ливский словарь, помог в работе над первой ливской грамматикой. Янис Принцис служил церковным причетником в Пизе. Похоронен на Цирпстенском кладбище.

## Память
- Памятник на перекрестке улиц Васарницу и Кроню (Вентспилс, 2005 г.).
- В честь Я. Принциса старшего в Вентспилсе названа улица.